# 阿尔卑斯带

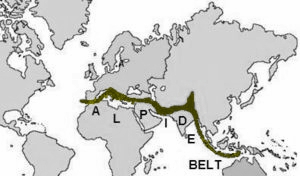
阿尔卑斯带

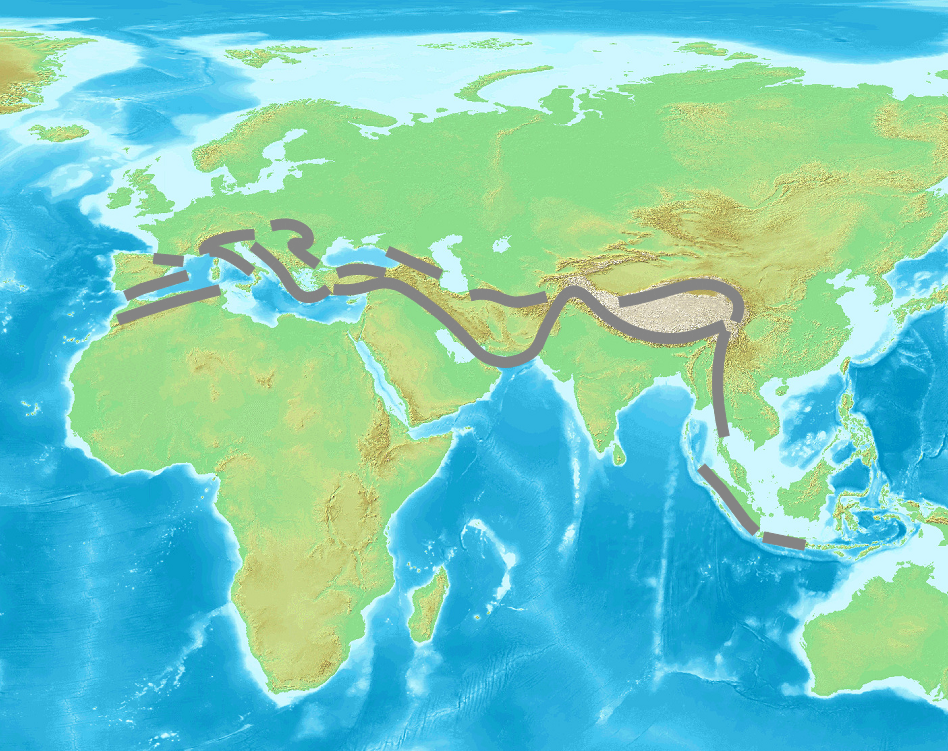
地中海-喜马拉雅山火山地震带

阿爾卑斯帶，也称为地中海-喜马拉雅山火山地震带，是從爪哇島、蘇門答臘島伸延至喜馬拉雅山脈、地中海以及大西洋的地震帶和造山運動帶，是一個經常發生地震和火山爆發的地區，板塊移動劇烈。
它是全球第二大地震活动区，位于环太平洋火山带之后，占有全球最大地震的17％。
阿尔卑斯带是被正在进行的板块构造如阿尔卑斯造山运动造成。这条带是特提斯洋中生代到新生代到最近的密封以及向北移动的非洲板块，阿拉伯板块和印度板块与欧亚板块之间碰撞过程的结果。

## 范围
- 在欧洲的坎塔布连山脉（巴斯克山脈），比利牛斯山，阿尔卑斯山，蘇台德山脈，喀尔巴阡山脉，巴尔干山脉，和克里米亞山脈
- 在北非的阿特拉斯山脈，在南欧的貝蒂科山脈（內華達山脈 (西班牙)，巴利阿里群島），亚平宁山脉，狄那里克阿尔卑斯山脉，和爱琴海诸岛（克里特，卡尔帕索斯岛，罗得岛）
- 在亚洲的本廷山脈，高加索山脉，亚美尼亚高原，厄尔布尔士山脉，科佩達格山脈，興都庫什山脈，帕米爾高原，天山山脉，昆仑山脉，横断山脉，中南半島（安南山脈），和马来半岛
- 在南亚的賽普勒斯（特罗多斯山），托魯斯山脈，札格羅斯山脈，莫克兰，蘇萊曼山脈，喀喇昆仑山脉，喜马拉雅山脉，帕凯山，若开山脉，安达曼群岛，和尼科巴群岛

印度尼西亚位于邻近新几内亚的东北部岛屿的环太平洋火山带和苏门答腊岛、爪哇岛和小巽他群岛（巴厘岛、弗洛勒斯岛和帝汶岛）南部和西部的阿尔卑斯带之间。2004年苏门答腊海岸附近的印度洋地震发生在阿尔卑斯带内。